# 1906 en philosophie
Chronologie de la philosophie
- 1902
- 1903
- 1904
- 1905
- 1906
- 1907
- 1908
- 1909
- 1910

L’année 1906 a été marquée, en philosophie, par les événements suivants :

## Publications
- Qu'est-ce que l'homme ?, de Mark Twain.

## Naissances
- 12 janvier : Emmanuel Levinas (France, -1995)
- 18 janvier : Carmelo Ottaviano (Italie, -1980)
- 14 février : Maurice de Gandillac (France, -2006)
- 22 février : Humayun Kabir (-1969)
- 24 mars : Dwight Macdonald (USA, -1982)
- 31 mars : Bernhard Welte (Allemagne, -1983)
- 27 avril : Hermann Mörchen (Allemagne, -1990)
- 28 avril : Kurt Gödel (-1978)
- 1er mai : Vittorio Enzo Alfieri (Italie, -1997)
- 9 mai : Marino Gentile (Italie, -1991)
- 28 juin : Franco Lombardi (Italie, -1989)
- 7 août : Nelson Goodman (USA, -1998)
- 6 septembre : Max Müller (philosophe) (de) (Allemagne, -1994)
- 8 septembre : Denis de Rougemont (Suisse, -1985)
- 17 septembre : Massimo Scaligero (Italie, -1980)
- 13 octobre : Karl Holzamer (Allemagne, -2007)
- 14 octobre : Hannah Arendt, philosophe allemande († 1975).
- 18 décembre : Ferdinand Alquié (France, -1985)
- ? : Sundari (France, -1994)

## Décès
- 23 janvier : Théophile Funck-Brentano (France-Luxembourg, 1830-)
- 25 janvier : Émile Boutmy (France, 1835-)
- 5 juin : Karl Robert Eduard von Hartmann (Allemagne, 1842-)
- 5 novembre : Auberon Edward Herbert (Angleterre, 1838-)